# Acrocomia aculeata
Espèce
Classification phylogénétique
Acrocomia aculeata est une espèce de plantes à fleurs de la famille des Arecaceae. C'est un palmier originaire d'Amérique tropicale, des Caraïbes, du sud du Mexique au nord de l'Argentine. 
Ses appellations vernaculaires sont nombreuses : Glouglou, Grougrou, Dendé en Guadeloupe, Moucaya en créole guyanais, Coyol, Acrocome... ; les synonymes courants sont A. lasiospatha, A. sclerocarpa, A. totai et A. vinifera.

## Description
Sa taille peut atteindre 15 à 20 m, avec un stipe de plus de 50 cm de diamètre. Toute la plante - stipe, feuilles, pétioles - est recouverte d’épines comme des aiguilles, pouvant atteindre 10 cm. Les fleurs sont portées par un spadice de 1,5 m de long. Le fruit est une drupe verdâtre de 2,5 à 5 cm de diamètre, contenant une unique noix brun foncé très dure, dont l'intérieur, comestible, a un vague goût sucré.
En Guadeloupe, une variété particulière, portant le nom d’Acrocomia karukerana, (épines disposées sans ordre sur le stipe, alors qu’elles sont arrangées en anneaux réguliers sur les stipes d’Acrocomia aculeata du continent américain) serait une forme endémique.

## Habitat
On le trouve dans les savanes herbeuses et les zones couvertes de fourrés. Il préfère les endroits ensoleillés et un bon drainage. Il tolère la sécheresse et le vent.

## Utilisation
Ce palmier peut être destiné à divers usages, comme l’obtention de fibres, l’alimentation du bétail, l’élaboration d’huile et d’alcool (le stipe peut, par fermentation, produire une boisson alcoolisée).
La grande quantité de fruits que fournit cette espèce pourrait permettre une production de biodiesel.

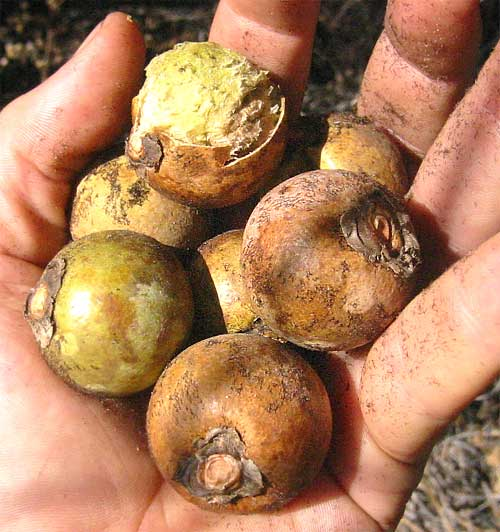
Fruits dAcrocomia aculeata.